# Айзеншпіс Юрій Шмільович
Ю́рій Шмі́льович Айзеншпі́с (рос. Юрий Шмильевич Айзеншпис; 15 липня 1945, Челябінськ, РРФСР — 20 вересня 2005, Москва, Росія) — директор, адміністратор, менеджер, радянський і російський імпресаріо, один з найвпливовіших і найбагатших діячів російського шоу-бізнесу. Зазначалося, що він мав унікальні кримінальні, комерційні і музичні зв'язки. Прізвище в перекладі з їдишу означає «залізний кінець».
Музичним продюсером Юрій Айзеншпіс не був. Музичний продюсер спостерігає і управляє звукозаписом і продукуванням музики музичного виконавця чи музичного гурту в студії звукозапису, праця якого може перебувати в діапазоні від запису однієї пісні до запису розлогого концептуального альбому. Продюсер в перекладі з англійської мови — «виробник». Виконавчі продюсери контролюють фінансування проєктів.

## Історія
Мама, Марія Михайлівна, за національністю єврейка, родом з Білорусі. Рано втратила батьків, через що виховувалась у родичів в селі Старі Громики (в цьому ж населеному пункті народився Громико Андрій Андрійович, міністр закордонних справ і Голова Президіуму Верховної Ради СРСР), поряд з містом Речіце Гомельської області. Юрій народився відразу після війни, 15 червня 1945 року, в Челябінську, де перебувала в евакуації його мати, москвичка Марія Михайлівна Айзеншпіс (1922—1991).
Батько — Шміль Мойсеєвич, за національністю єврей, народився в Польщі, перед війною втік до Росії.
В перші місяці від народження сім'я з маленьким Юрієм переїхала до Москви, де батьки разом працювали в частинах Головного управління аеродромного будівництва, яке спочатку було одним із підрозділів у складі НКВД СРСР (до лютого 1946 року), в якому основні роботи велися силами в'язнів.
Закінчив Московський економіко-статистичний інститут.
У віці 47 років взяв цивільний шлюб з Ковригіною Оленою Львівною (помічницею звукорежисера), з якою швидко розлучився. У 1993 році у них народився син Михайло. В лютому 2014 році Михайла було затримано в Москві за зберігання наркотиків — порції кокаїну.
Сестра — Фаїна Нєпомнящая.
В місцях позбавлення волі провів 18 років. Пройшов через кілька в'язниць: Свердловськ, Новосибірськ, Красноярськ, Мордовія.
Співпрацював з гуртами та виконавцями: «Сокол», «Кино», «Технологія», «Моральный кодекс», «Янг Ганз», Лінда, Влад Сташевський, колишня стриптизерка Саша Project, Інга Дроздова, Катя Лель, Нікіта, «Динаміт», Діма Білан.
Володар двох найвищих вітчизняних музичних премій «Овація», найкращий продюсер 1991—1994 років. Володів приватною продюсерською фірмою під назвою «ЮА», яка працювала з вісімдесят восьмого по дев'яностий роки.
Був добре знайомий з Костянтином Ернстом, Володимиром Альошиним (генеральний директор Олімпійського комплексу «Лужники»), Олександром Гафіним (у 2011 році це віце-президент Альфа-Банку), дружив с Япончиком, Квантришвіли і ін.
Вирізнявся великою жадібністю. З артистами укладав кабальні угоди. В бізнес залучав дуже великі суми грошей кримінального світу.

## Діловий шлях

### Фарцування
У середині 1960-их років займається фарцуванням вініловими платівками з закордонними джазом, біг-бітом і стає одним з найвідоміших в Москві фарцувальників, в котрого можна «дістати» всі заборонені в ті часи музичні плоди тієї епохи. Одна платівка коштувала 120 рублів — місячну зарплату радянського інженера.

### Гурт «Сокіл» (1964—1970)
Починав же свою промоутерську і продюсерську діяльність 20-річний Юрій в 1965 році з «бітлівським» проєктом «Сокіл» — першою рок-групою в країні. У 1966 році гурт «Сокіл» запросили в Тульську філармонію, після чого гурт вирушив з гастролями по Радянському Союзу. Позаяк музиканти багато гастролювали, місячний дохід Айзеншпіса доходив до 1500 рублів (радянські міністри тоді отримували всього тисячу). В той час в Москві було лиш кілька ресторанів з живою музикою, але виконували там суто радянські шлягери. Гурт пропонував публіці мелодії «загниваючого Заходу» — і тому отримав значний комерційний успіх. Членами гурту були «золота молодь» (Вячеслав Черниш — син начальника радянської протиповітряної оборони, син головного редактора журналу «Комуніст» і ін) — діти високих партійних чинів. Дружина лідера гурту Сокіл Лідія Єрмакова працювала прорабом на будівництві готелю «Росія». Клавішник гурту Вячеслав Черниш був одружений з Оленою Семичасною — дочкою голови КДБ СРСР В. Семичасного. Дружина барабанщика Віктора Іванова працювала в МВС. Щоб оберегти дітей високих чиновників, КГБ планує ізолювати Айзеншпіса.
Юрій ще тоді розробив оригінальну схему продажу квитків на виступи групи «Сокіл»: після усної домовленості з директором якогось клубу (або будинку культури), в якому збиралася виступати його група, Айзеншпіс скуповував усі квитки на вечірній сеанс фільму в цьому клубі, а потім перепродував їх за вищою ціною, вже як квитки на концерт групи. На виручені від продажу квитків гроші він купував валюту.
У 1968 році 23-річний Айзеншпіс звільнився з філармонії і поступив на роботу молодшим науковим співробітником в Центральне статистичне управління СРСР з окладом в 115 рублів. На робочому місці він з'являвся рідко, натомість використовуючи зв'язки з директорами магазинів, він вибивав для своїх колег дефіцитні продуктові замовлення, тому на його постійні відлучення від роботи дивилися крізь пальці, що давало змогу Айзеншпісові мати вільний час на діяльність, яка приносила йому зовсім інші доходи.
Першою його великою самостійною справою була покупка чотирьохдіапазонних радіоприймачів «Panasonic» у валютному магазині «Берізка» двох моделей ціною 33 і 50 доларів. Айзеншпіс відвіз їх в Одесу, де вони ще були дивиною і коштували набагато дорожче, ніж в Москві.
В 1969 році на Пушкінській вулиці відкрилася комерційна контора Зовнішторгбанку, де суто за валюту продавали золото вищої проби в злитках вагою від 10 грамів до одного кілограма. В цьому ж році Айзеншпіс починає займатися спекуляцією і фарцуванням золотом і валютою у великих розмірах. Скуповує долари по 2-3-5 рублів і за валюту купує золото. Кілограм золота контора Зовнішторгбанку продавала за півтори тисячі доларів (можна було купити лише за валюту). Якщо навіть купувати долари по 5 рублів, кілограмовий злиток обходився в 7500 рублів. Плюс один рубль за грам сплачували іноземним студентам, які купували золото у банку. У підсумку кілограмовий злиток золота коштував 8500 рублів. Перепродували його всередині країни для розбагатілих корупціонерів вже за 20 тисяч рублів. (Медсестра отримувала тоді 60 рублів на місяць.) Айзеншпісові доводилося купувати практично кожен день від півтора до трьох тисяч доларів за курсом 2-3 рубля за долар. Щовечора він контактував з великою кількістю людей — таксистами, повіями, офіціантами і навіть дипломатами (наприклад, сином індійського посла). В цьому ж році дехто Мамедов, — перший секретар Жовтневого райкому партії міста Баку, відкрив у столиці на ім'я дружини ощадкнижку і поклав на неї 195 тисяч рублів — тодішній заробіток рядового працівника за 108 років. Мамедов користувався послугами Айзеншпіса.
У кінці 1969 року в Москві заарештували відомого валютника Генріха Караханяна на прізвисько Ворона, а 7 січня 1970-го — Айзеншпіса. Сам Юрій Шмільович пояснював свій арешт тим, що лише хотів придбати для групи «фірмову електрогітару». Бажання купити хороший інструмент і «апарат» призводить до того, що незабаром в арсенал «СОКОЛА» перекочувало звукове обладнання заїжджої італійської зірки Рити Павоне, югославського співака Джордже Мар'яновича і багатьох інших. Розплачуватися доводилося, зрозуміло, золотом, валютою, будь-які операції з якою в СРСР були незаконні і жорстоко каралися. Тим часом, за діяльністю молодого імпресаріо вже давно спостерігали органи внутрішніх справ СРСР. 7 січня 1970 року його заарештовують, а всю апаратуру групи «СОКІЛ» конфісковують.

### Перший термін
7 січня 1970 року в квартирі Айзеншпіса було проведено обшук, а через п'ятнадцять діб було висунуто обвинувачення по 88-й статті «Порушення валютних операцій», і 154-ій «Спекуляція в особливо великих розмірах». Загрожувало десять років позбавлення волі. Вирок — 10 років ув'язнення. Під час затримання в його кишенях виявили 17 000 рублів, а в його квартирі — 15585 рублів і 7675 доларів. За вироком суду у нього конфіскували валюту, золото, колекцію вінілових платівок з 5 тисяч дисків, — список зайняв сім сторінок.
В 1976 році з групою ув'язнених прибув в колонію-поселення в Печорському районі — залишалась третина строку. Відсидівши в Красноярську, Тулі і Печорі, Айзеншпіс вийшов на волю за умовно-достроковим звільненням в травні 1977 року.

### Другий термін
Після відбуття покарання за першим терміном і виходом на свободу, Юрій через три тижні вдається до нової афери — купівлі-продажу 50 тисяч фальшивих доларів. «Бутирка», камера 252. Вирок — ув'язнення на термін 7 років і 8 місяців.
Відсидів 7 років.
Остання зона, де сидів Айзеншпіс, називалася «м'ясорубка» і славилася сумною статистикою найбільшою в СРСР смертності.
Дострокового звільнення Айзеншпіса домоглася його мати. Вона народилася в одному селі з Головою Верховної Ради, Міністром закордонних справ Андрієм Громико. Крім того, вона сама перебувала на партійній роботі. Вона подолала всі бюрократичні перепони і потрапила на прийом до односельчанина.
23 квітня 1988 остаточно вийшов на свободу.
Стосовно другого позбавлення волі на сім років і вісім місяців, уряд потім принесе офіційні вибачення і виплатить матеріальну компенсацію у розмірі сорока двох рублів за кожен місяць терміну.
Юрій влаштувався працювати в творче об'єднання «Галерея», створене міськкомом комсомолу. Спочатку Айзеншпис організовував концерти молодих талановитих виконавців. Згодом він очолив дирекцію фестивалю «Інтершанс», а незабаром взявся продюсувати вітчизняних музичних виконавців. Айзеншпіс вишукував музичних виконавців, які могли зачепити глядача, у яких був хоч якийсь більш-менш привабливий репертуар. Спочатку через ЗМІ, переважно через телебачення, він їх «розкручував» і робив знаменитими, а потім організовував гастролі.
Через рік після виходу з тюрми, Юрій стає продюсером гурту «Кино».

### Гурт «Кино» (1989—1990).
Вісім місяців — з грудня 1989 до загибелі Віктора Цоя в 1990 році — Юрій Айзеншпіс був імпресаріо групи «Кино». На момент початку співпраці з Айзеншпісом, група «Кино» вже була досить відома. Вже був записаний і зведений в домашніх умовах найуспішніший в творчому і концептуальному плані альбом «Група крові», після якого, за словами критиків, Цой міг, як мінімум 2 роки, нічого не писати. Тому робота з «Кино» також вивела і Юрія Шмільовича на новий зоряний рівень діяльності, дозволила йому заробити авторитет у своїй справі. Олександр Житинський теж заперечує, що Айзеншпіс «розкрутив» групу «Кино» або зробив її знаменитою.
Перші мільйони Айзеншпіс зробив на гурті «Кино». Він забезпечував стадіони і високі ціни на квитки, влаштував знімання в телепередачі «Взгляд», виясняв відносини з рекетирами (в Ташкенті від нього вимагали 40 000 рублів за те, щоб музиканти потрапили в аеропорт).
| | В популярності Віктора Цоя є частинка моєї праці. І цим я пишаюся. |
| — слова Юрія Айзеншпіса в російській документальній програмі ТВ Центр «Дикі гроші»: Юрій Айзеншпіс |                                                                    |

Після смерті Цоя заявив, що пісні, котрі входили в «Чорний альбом», були знайдені в автомобілі Цоя після загибелі, — що, після виходу на ринок альбому, принесло Айзеншпісові величезні гроші, а тираж перевищив 1 200 000 екземплярів. На загиблому артистові Айзеншпіс заробив ім'я та 4 мільйони доларів. У телепередачі «Діти хвилин» наводять інформацію про те, что Юрій Айзеншпіс придумав якийсь піар-хід, що нібито касета з демозаписом альбому перебувала в автомобілі Віктора Цоя, і в момент аварії сам носій залишився неушкодженим. Уже у 2005 році, після смерті Айзеншпіса, Гітарист Юрій Каспарян спростував це і сказав, що особисто віз касету в своєму автомобілі в Санкт-Петербург за день до загибелі Цоя.
У своїй книжці Айзеншпіс згадує, що для випуску альбому йому довелося взяти кредит у розмірі 5 млн рублів (більше мільйона доларів) в Черемушкінському відділенні МІБу. Поручителів Айзеншпіс знайшов через Олександра Гафіна (у 2011 році це віце-президент Альфа-Банку), який познайомив його з головою однієї з організацій ветеранів Афганістану. Допомагали і приятелі-комерсанти, і Сергій Козлов, який згодом став одним із замміністрів.
Крім того, у Москві, після загибелі Цоя, Айзеншпіс створив Фонд імені Віктора Цоя, і на організований рахунок приходили величезні кошти, але ні батьки Віктора, ні вдова з сином не одержали хоч скільки-небудь значущої суми. Попри те, що фонд Віктора Цоя зібрав величезні кошти, ніхто досі не порушував питання про те, на що саме пішли ці гроші. Зникла значна частина коштів Фонду Віктора Цоя, яка, згідно зі здогадами, йшла на розкрутку гурту «Технологія» (з яким співпрацював саме Айзеншпіс).
Після того, як Айзеншпіс розбагатів на «Чорному альбомі», він після 1992 року поступається правами на цей альбом підприємцю Олександру Морозову. У своїй книзі Айзеншпіс пише, що одного разу до нього прийшов знайомий підприємець із «Мороз Рекордз» (заснована в 1992 році Олександром Морозовим) і захотів випустити «Чорний альбом» на компакт-дисках (CD), що входили в моду, і Айзеншпіс просто поступився йому правами — віддав задарма, через що втратив декілька мільйонів доларів і забезпечив деяким людям цілі статки. Свій вчинок він пояснює тим, що не уявляв всіх фінансових масштабів і що хотів припинити всі розмови за своєю спиною.
Жоель Бастінер, аташе по культурі Франції в Москві, який був одним із трійки ентузіастів, котрі організували на свої фінансові засоби і на свій страх і ризик концерти російським групам у Франції на великому рок-фестивалі в місті Бурж (Le Bourges), зазначає, що правами на пластинку «Кино» «Останній герой» після поїздки гурту «Кино» у Францію володіли французи, а у СРСР до і після путчу ГКЧП жодних документів навколо авторських прав не існує, і немає адвоката, який би цим всім займався.

### Гурт «Технологія»(1991—1992)
Роман Рябцев, соліст гурту «Технологія», підтверджує, що Айзеншпіс отримував 60 % за договором, обіцяючи великі гроші в розкрутку і записи і тд, а в результаті нічого з цього не робив. Гурт «Технологія» був клоном популярної групи Depeche Mode, яку Айзеншпіс продавав двічі дешевше ринкової ціни, щоб «брати валом» — більшою кількістю концертів.
Артисти, завдяки йому, ставали популярними в рекордно малі терміни, але повинні були змиритися, що періодично їм доведеться виїздити на так звані «суботники» — безкоштовні концерти для численних приятелів Айзеншпіса, що були представниками кримінального світу.
|                                                                                              | Який він продюсер? Він ним ніколи не був. Це він придумав називати себе продюсером. Він директор, адміністратор, менеджер. А продюсер — це той, хто формує музичний стиль. Хто говорить артисту що співати, що не співати. Вибирає музичний матеріал. Ось це продюсер. А він тільки забивав концерти. І займався рекламою. Він нам допоміг розкрутитися на певному етапі. А потім тільки вершки збирав. Так він і прийшов до нас на готовеньке — у нас вже альбом був і чотири кліпи. |
| — Лідер гурту «Технологія» Роман Рябцев в інтерв'ю газеті «Комсомольська правда», 17.11.2016 | |

У 1992 році Айзеншпіс отримав премію «Овація» як найкращий продюсер країни.

### «Янг Ганз» (1992—1993)
Випустивши пару яскравих хітів, група розпалася від внутрішнього протистояння учасників.

### Лінда (1993)
У 1993 році Айзеншпіс зауважив на юрмальській сцені молоду талановиту виконавицю Світлану Гейман і допоміг співачці зробити перші кроки на великій сцені. Спільна робота артистки і імпресаріо тривала менше року, після чого їх творчі шляхи розійшлися.

### Влад Сташевський (1993—1999)
За словами Алібасова Барі Карімовича, «колеги по музикальному цеху вважали, що Айзеншпіс зійшов з розуму, коли взявся „продюсувати“ співака без голосу — Влада Сташевського, і вклав в його розрутку 800 тисяч доларів». Айзеншпісу в просуванні нового проєкту допомагав кримінальний авторитет Олександр Макушенко знаний як «Саша Циган». За 5 років співпраці Влад Сташевський випустив 4 альбоми і 17 кліпів, отримав в 1996 році «премію Овація» як найкращий співак року. Перший виступ Сташевського на широкій сцені відбувся 30 серпня 1993 року на фестивалі в Аджарії. Влад стає секс-символом середини дев'яностих. 1996 року Владові Сташевському пощастило виступити в якості гостя на нью-йоркському фестивалі «Big Apple», а роком пізніше він знову опинився в США — музикант дав свій власний сольний концерт в Brooclyn Park на запрошення Сенату США.
У 1994 році Юрій був одним з організаторів міжнародного музичного фестивалю «Сонячна Аджарія». Брав участь в установленні премії «Зірка».
За результатами своєї творчої діяльності в 1995 році Айзеншпіс знову отримав премію «Овація».
Потім був імпресаріо співачки Інги Дроздової (1997), співачки Каті Лель (1997), співака Микити (1998—2001), співачки Саші (1999—2000), групи «Динаміт» (2001).
У 2001 році Юрія Айзеншпіса запрошують зайняти пост генерального директора найбільшої в той час продюсерської компанії Media Star.

### Діма Білан (2002)
Айзеншпіс займався Біланом три роки і вважав співака своїм головним досягненням.
В 2002 році співак посів третє місце на конкурсі «Нова Хвиля». 2005 року Діма Білан став тріумфатором премії MTV в Росії — найкращий виконавець року. Премію виконавцеві вручили наступного дня після смерті Айзеншпіса.

## Смерть
В 2005 році потрапив до реанімації — в імпресаріо стався інфаркт. Помер 20 вересня 2005 року від цирозу печінки і чергового інфаркту. Похований під Москвою, на Домодєдовському кладовищі.

## Книги
- (рос.) «Зажигающий Звезды. Записки и советы пионера шоу-бизнеса»,[35] Алгоритм, 2005 ISBN 5-9265-0221-7
- (рос.) «От фарцовщика до продюсера. Деловые люди в СССР» ISBN 978-5-4438-0913-7
- (рос.) «Виктор Цой и другие. Как зажигают звезды» ISBN 978-5-699-51117-4